# Chalthan
Chalthan là một thị trấn thống kê (census town) của quận Surat thuộc bang Gujarat, Ấn Độ.

## Nhân khẩu
Theo điều tra dân số năm 2001 của Ấn Độ, Chalthan có dân số 12.746 người. Phái nam chiếm 57% tổng số dân và phái nữ chiếm 43%. Chalthan có tỷ lệ 71% biết đọc biết viết, cao hơn tỷ lệ trung bình toàn quốc là 59,5%: tỷ lệ cho phái nam là 78%, và tỷ lệ cho phái nữ là 62%. Tại Chalthan, 14% dân số nhỏ hơn 6 tuổi.